# Етторе Чіннелла
Етторе Чіннелла (італ. Ettore Cinnella; нар. 4 травня 1947, Мільйоніко) — італійський історик, дослідник історії Східної Європи, совєтолог, автор книги про Голодомор «Україна: забутий геноцид 1932—1933 років».

## Життєпис
Народився 4 травня 1947 року в Мільйоніко, провінція Матера, регіон Базиліката в Італії.
Навчався у Вищій нормальній школі в Пізі. У 1970 році закінчив Пізанський університет; написав дисертацію «Перша дума в російській революції 1905 року» (італ. La prima Duma nella rivoluzione russa del 1905), отримавши стипендії, мав можливість проводити дослідження закордоном (Москва, Париж, Гельсінкі).
Викладав сучасну історію та історію Східної Європи в університеті Пізи. Після падіння комуністичного режиму, часто бував у Москві і працював у Центральному архіві партії (сьогодні Російський державний архів соціально-політичної історії, РДАСПІ). Писав есе з історії Росії та сучасної історії, деякі з них публікувалися французькою, англійською та німецькою мовами.
Дві його важливі книги: «Трагедія російської революції (1917—1921)», видана в Мілані в 2000 році і перевидана кілька років опісля в «Універсальній історії» Корр'єре делла Сера під назвою «Російська революція» (том 22), і «1905. Правдива російська революція», опублікована у видавництві Делла Порта (Піза-Кальярі).
Книга Чіннелли «Україна: забутий геноцид 1932—1933 років» (італ. Ucraina: Il genocidio dimenticato 1932—1933), видана у 2015 році, є одним з небагатьох іноземних досліджень Голодомору. На сторінках своєї книги історик наводить багато фактів про штучно створений голод в Україні як розправу радянської влади над українським народом.

## Вибрані праці
- «Маркс і перспективи російської революції» (Marx e le prospettive della rivoluzione russa, «Rivista storica italiana» 1985);
- «Більшовицька революція. Партія і суспільство в радянській Росії» (La rivoluzione bolscevica. Partito e società nella Russia sovietica, Pacini Fazzi, Lucca 1994);
- «Трагедія російської революції (1917—1921)» (La tragedia della rivoluzione russa (1917—1921), Luni editrice, Milano-Trento 2000);
- «Махно і українська революція (1917—1921)» (Makhno et la révolution ukrainienne (1917—1921), Atelier de création libertaire, Lione 2003);
- «Українська Голгота 1932—1933 років. У пошуках правди» (Il Golgota ucraino del 1932—1933. Alla ricerca della verità, Postfazione a R. Conquest, Raccolto di dolore. Collettivizzazione sovietica e carestia terroristica, Liberal edizioni, Roma 2004);
- «Російська революція» (La rivoluzione russa, Volume 22 della Storia universale del «Corriere della sera», RCS Quotidiani Spa, Milano 2004);
- «1905. Правдива російська революція» (1905. La vera rivoluzione russa, Della Porta Editori, Pisa-Cagliari 2008);
- «Карміне Крокко. Розбійник у великій історії» (Carmine Crocco. Un brigante nella grande storia, Della Porta Editori, Pisa-Cagliari 2010).
- «1917. Росія над прірвою» (1917. La Russia verso l'abisso, Della Porta Editori, Pisa-Cagliari 2012);
- «Інший Маркс» (L'altro Marx, Della Porta Editori, Pisa-Cagliari 2014);
- «Україна: забутий геноцид 1932—1933 років» (Ucraina: Il genocidio dimenticato 1932—1933, Della Porta Editori, Pisa-Cagliari 2015).